# 高速下行分组接入
高速下行分组接入（High Speed Downlink Packet Access，縮寫為）是一种移动通信协议，又称为3.5G（3½G），属于W-CDMA技术的延伸。该协议在W-CDMA下行链路中提供分组数据业务，在一个5MHz载波上的传输速率可达8-10 Mbit/s（如采用MIMO技术，则可达20 Mbit/s）。在具体实现中，采用了自適應調變和編碼（AMC）、多输入多输出（MIMO）、混合自动重传请求（HARQ）、快速调度、快速小区选择等技术。
由于开放了新的高速下行链路共享信道（High-Speed Downlink Shared Channel，HS-DSCH），加上强化了本身的传输技术，包括优化数据封包传送排程及出现错误时的传送程序、采用较短帧长（frame length）以加快封包传送排程，加入递增冗余（Incremental Redundancy）减少重新传送对接口的负担等，令HSDPA的数据下载速度最高可达14.4Mbps，理论上可以比3G技术快5倍，比GPRS技术快20倍。

## 技术
主要的技术為：
1. 自适应调制和编码。HSDPA中链路将根据无线链路质量的变化而自适应调整调制和编码方法。链路自适应调制将确保用户能获得最高可能的数据率，不论用户是在基站附近或是小区邊緣。
2. 快速调度方法。HSDPA中包调度是直接由基站控制的，而不是像W-CDMA release99中是由RNC控制的。更靠近空中接口及更短的帧长度使得基站调度更快更有效。基站调度所需信息包括信道质量、终端容量、QoS等级和可获得的功率／码源等。
3. 快速重传方法。在W-CDMA release99中，数据包重传是由RNC控制的。而在HSDPA，基站将直接控制更快的重传机制。同时，HSDPA还使用了增量冗余（Incremental Redundancy）技术，该技术使得基站只需重传出错的位元數據。

### 版本
HSDPA 有多个不同的版本，定义了不同的数据速度。
| HS-DSCH 類別 | 調變           | MIMO,多cell            | 最高數據速度（Mbps） |
| ------------ | -------------- | ---------------------- | -------------------- |
| 第 1 類      | QPSK 及 16-QAM |                        | 1.2                  |
| 第 2 類      | QPSK 及 16-QAM |                        | 1.2                  |
| 第 3 類      | QPSK 及 16-QAM |                        | 1.8                  |
| 第 4 類      | QPSK 及 16-QAM |                        | 1.8                  |
| 第 5 類      | QPSK 及 16-QAM |                        | 3.6                  |
| 第 6 類      | QPSK 及 16-QAM |                        | 3.6                  |
| 第 7 類      | QPSK 及 16-QAM |                        | 7.3                  |
| 第 8 類      | QPSK 及 16-QAM |                        | 7.3                  |
| 第 9 類      | QPSK 及 16-QAM |                        | 10.2                 |
| 第 10 類     | QPSK 及 16-QAM |                        | 14.4                 |
| 第 11 類     | 只有 QPSK      |                        | 0.9                  |
| 第 12 類     | 只有 QPSK      |                        | 1.8                  |
| 第 13 類     | 64-QAM         |                        | 17.6                 |
| 第 14 類     | 64-QAM         |                        | 21.1                 |
| 第 15 類     | 16-QAM         | MIMO 2x2               | 23.4                 |
| 第 16 類     | 16-QAM         | MIMO 2x2               | 28.0                 |
| 第 19 類     | 64-QAM         | MIMO 2x2               | 35.3                 |
| 第 20 類     | 64-QAM         | MIMO 2x2               | 42.2                 |
| 第 21 類     | 16-QAM         | Dual-Cell              | 23.4                 |
| 第 22 類     | 16-QAM         | Dual-Cell              | 28.0                 |
| 第 23 類     | 64-QAM         | Dual-Cell              | 35.3                 |
| 第 24 類     | 64-QAM         | Dual-Cell              | 42.2                 |
| 第 21 類     | 16-QAM         | Dual-Cell + MIMO 2x2   | 46.7                 |
| 第 26 類     | 16-QAM         | Dual-Cell + MIMO 2x2   | 55.9                 |
| 第 27 類     | 64-QAM         | Dual-Cell + MIMO 2x2   | 70.6                 |
| 第 28 類     | 64-QAM         | Dual-Cell + MIMO 2x2   | 84.4                 |
| 第 29 類     | 64-QAM         | Triple-Cell            | 63.3                 |
| 第 30 類     | 64-QAM         | Triple-Cell + MIMO 2x2 | 126.6                |
| 第 31 類     | 64-QAM         | Quad-Cell              | 84.4                 |
| 第 32 類     | 64-QAM         | Quad-Cell + MIMO 2x2   | 168.8                |
| 第 33 類     | 64-QAM         | Hexa-Cell              | 126.6                |
| 第 34 類     | 64-QAM         | Hexa-Cell + MIMO 2x2   | 253.2                |
| 第 35 類     | 64-QAM         | Octa-Cell              | 168.8                |
| 第 36 類     | 64-QAM         | Octa-Cell + MIMO 2x2   | 337.5                |
| 第 37 類     | 64-QAM         | Dual-Cell + MIMO 4x4   | 168.8                |
| 第 38 類     | 64-QAM         | Quad-Cell + MIMO 4x4   | 337.5                |

## 终端
- Palm发布了Treo750，现在是一个UMTS手机，在2007年通过升级软件实现HSDPA。
- 诺基亚于2007年第一季度发布第一台HSDPA终端设备诺基亚N95，将达到3.6 Mbit下行速度。
- 宏達電2006年发布了首款HSDPA的PPC手机HTC Hermes（HTC TyTN，Dopod CHT9000），2007年又陆续发布了HTC Kaiser（HTC TyTN II），HTC Nike（HTC Touch Dual）等。目前其出售的所有W-CDMA手机均支持HSDPA。
- 華為的E220 USB调制解调器。
- 乐金（LG）于2007年发布了一系列的HSDPA手机，如U830和KU990（Viewty）。
- 中兴在澳大利亚发布了第一款手机，被贴牌为Telstra 850。
- 摩托罗拉于2006年第四季度发布两款HSDPA手机，名叫RAZR MAXX和RAZR XX（也称做RAZR V3xx）。2007年又发布了RAZR2 V9、Q9h、Z8等一系列HSDPA手机。
- 三星在美国有3款HSDPA手机，A707是翻盖手机，黑色的PDA智能电话（2006年11月16日同时发布），SGH-ZX20。三星在澳大利亚也有2款HSDPA手机，A501和A701，菲律宾有1款-Z560。新的i601和i458也支持HSDPA。
- 明基西門子（BenQ-Siemens）已经于2006年7月发布了第一款HSDPA移动电话-EF91。自从明基-西門子2006年第三季度申请破产，目前前景不明确。
- 苹果公司出售的iPhone手机（除iPhone 2G外）均支持HSDPA服务。

当前出售的绝大多数W-CDMA手机已支持HSDPA。